# Successione (matematica)
In analisi matematica, una successione o sequenza infinita o stringa infinita può essere definita intuitivamente come un elenco ordinato costituito da un'infinità numerabile di oggetti, detti termini della successione, tra i quali sia possibile distinguere un primo, un secondo, un terzo e in generale un {\displaystyle n}-esimo termine per ogni numero naturale {\displaystyle n}. A differenza di quanto avviene per gli insiemi numerabili, per una successione è rilevante l'ordine in cui gli oggetti si trovano, e uno stesso oggetto può comparire più volte: diversi termini possono coincidere. Tali caratteristiche sono molto simili a quelle che distinguono una {\displaystyle n}-upla ordinata da un insieme costituito da {\displaystyle n} elementi; in effetti una successione può anche essere considerata l'estensione infinita di una {\displaystyle n}-upla ordinata.
Le successioni sono funzioni che abbinano a dei numeri naturali dei numeri reali e possono essere rappresentate dal loro grafico in {\displaystyle \mathbb {N} \times \mathbb {R} }. Inoltre sono utilizzate nel calcolo infinitesimale, che fa ampio uso del concetto di limite di una successione. Esse hanno un ruolo fondamentale nella definizione dell'insieme dei numeri reali {\displaystyle \mathbb {R} } e in tutta l'analisi matematica.

## Scrittura formale
La scrittura formale delle successioni è varia, e cambia a seconda che le si considerino in discorsi generali, riconducibili a un'impostazione assiomatica, o si prendano in considerazione successioni specifiche ossia calcolabili. Poiché i termini di una successione sono infiniti, essi non possono essere infatti scritti tutti in modo esplicito e dunque si utilizzano diversi artifici. Ad esempio per rappresentare una successione spesso ci si limita a scrivere alcuni termini iniziali seguiti da puntini di sospensione:
{\displaystyle a_{0},a_{1},a_{2},\ldots ,a_{n},\ldots }
Nel caso finito la differenza fra una {\displaystyle n}-pla ordinata e un insieme viene evidenziata usando per la {\displaystyle n}-pla le parentesi tonde (oppure le angolate) e per l'insieme le parentesi graffe: anche nel caso infinito appare utile usare le parentesi tonde (oppure le angolate) per delimitare una successione. Tale consuetudine tuttavia non si è del tutto imposta nella letteratura matematica, dove per tradizione anche le successioni sono delimitate con le graffe (anche se tale notazione genera facile confusione). Entrambe le notazioni:
{\displaystyle \{a_{0},a_{1},a_{2},\ldots ,a_{n},\ldots \},\qquad (a_{0},a_{1},a_{2},\ldots ,a_{n},\ldots )}
si possono rendere in modo più sintetico indicando il solo termine generico {\displaystyle a_{n}} e l'insieme in cui varia {\displaystyle n}: {\displaystyle \{a_{n}\}_{n\in \mathbb {N} }} o {\displaystyle (a_{n})_{n\in \mathbb {N} }}. Talvolta, quando l'insieme è sottinteso, si scrive semplicemente {\displaystyle \{a_{n}\}}.
Talvolta nel caso di una successione specifica si rende necessario dare un'indicazione utilizzabile per il termine generico. In generale questa può essere data mediante un algoritmo. In casi tendenzialmente semplici si riesce a dare un'espressione che dipende da {\displaystyle n}, oppure che dipende da alcuni termini precedenti della successione. Ad esempio la successione dei numeri pari si scrive così:
{\displaystyle 0,2,4,\ldots ,2n,\ldots :=(2n)_{n\in \mathbb {N} }.}
La successione i cui termini dal terzo in poi si ottengono sommando i due precedenti (detta successione di Fibonacci) si può scrivere così:
{\displaystyle (0,1,\ldots ,a_{n}=a_{n-1}+a_{n-2},\ldots ).}
Un'espressione un po' più elaborata si trova per i numeri di Catalan, la cui successione può essere espressa mediante la relazione di ricorrenza di Segner nel modo seguente:
{\displaystyle (1,\ldots ,C_{n}=\sum _{i=0}^{n-1}C_{i}C_{n-1-i},\ldots ).}
In questi modi si ottengono tutte le informazioni necessarie a calcolare quanti si vogliano termini della successione. Infatti:
- se l'{\displaystyle n}-mo termine {\displaystyle a_{n}} è espresso in dipendenza di {\displaystyle n}, quella dipendenza definisce direttamente una funzione che al generico intero {\displaystyle n} associa il termine {\displaystyle n}-mo;
- se invece l'{\displaystyle n}-mo termine {\displaystyle a_{n}} è espresso in dipendenza di alcuni termini precedenti della successione, e se sono dati i valori di un numero sufficiente di termini iniziali, allora la funzione che associa {\displaystyle a_{n}} a '{\displaystyle n} resta definita implicitamente da una relazione di ricorrenza.

Per definire in modo esauriente una successione calcolabile occorre quindi poter determinare {\displaystyle a_{n}} per ogni {\displaystyle n}, sicché in definitiva bisogna disporre - in qualche modo - di tutte le informazioni necessarie a definire in modo univoco una funzione {\displaystyle f} definita su {\displaystyle \mathbb {N} } tale che {\displaystyle a_{n}=f(n)}. E poiché ad ogni successione di termini resta associata una e una sola funzione siffatta, si può identificare la successione con la funzione stessa.

## Definizione
Formalmente, una successione di elementi di un dato insieme {\displaystyle A} è un'applicazione dall'insieme {\displaystyle \mathbb {N} } dei numeri naturali in {\displaystyle A}:
{\displaystyle f\colon \mathbb {N} \to A.}
Nella maggior parte dei casi {\displaystyle A\subset \mathbb {R} } oppure {\displaystyle A\subset \mathbb {C} }, in questi casi sono dette successioni numeriche reali o complesse rispettivamente. Quando {\displaystyle A} è un insieme di funzioni funzioni si dicono successione di funzioni. Si utilizzano inoltre successioni composte da altri oggetti matematici, come le matrici (le matrici identità di dimensione {\displaystyle n\times n}), le figure geometriche (poligoni regolari, piramidi regolari) o le strutture (gruppi ciclici di ordini successivi, spazi vettoriali {\displaystyle \mathbb {R} ^{n}}).
L'elemento {\displaystyle a_{n}} della successione è quindi l'immagine:
{\displaystyle a_{n}=f(n)}
del numero {\displaystyle n} secondo la funzione {\displaystyle f}.

## Limite di una successione
Sia {\displaystyle T} uno spazio topologico. Un punto {\displaystyle \ell \in T} è detto limite di una successione {\displaystyle \{x_{n}\}} se e solo se per ogni intorno {\displaystyle U} di {\displaystyle \ell } esiste un numero naturale {\displaystyle N\in \mathbb {N} } tale che:
{\displaystyle x_{n}\in U,\quad \forall n>N.}
Se {\displaystyle T} è uno spazio di Hausdorff, allora ogni successione ammette al più un unico limite {\displaystyle \ell }. Se tale limite esiste, può essere scritto nel seguente modo:
{\displaystyle \lim _{n\to \infty }x_{n}=\ell .}
Considerando il limite di una successione numerica reale {\displaystyle (a_{n})_{n\in {\mathbb {N} }}}, si possono suddividere le successioni in tre categorie:
- Una successione è detta convergente se:

{\displaystyle \exists \ell \in \mathbb {R} :\lim _{n\to \infty }a_{n}=\ell .}
- Una successione è detta divergente se:

{\displaystyle \lim _{n\to \infty }a_{n}=\pm \infty .}
- Una successione è detta irregolare o indeterminata se:

{\displaystyle \not \exists \lim _{n\to \infty }a_{n}.}
L'esempio più semplice di successione convergente è una successione costante, cioè una successione in cui {\displaystyle a_{n}=k} per ogni {\displaystyle n;} un altro esempio è la successione {\displaystyle 1/n}, che tende a 0.
Una semplice successione divergente è {\displaystyle a_{n}=n}, o più in generale qualsiasi successione i cui termini siano i valori di un polinomio {\displaystyle P(x)}, ovvero in cui {\displaystyle a_{n}=P(n)}.
Una successione indeterminata "classica" è la successione {\displaystyle a_{n}=(-1)^{n}}: essa "salta" continuamente da {\displaystyle -1} a {\displaystyle +1} e viceversa, senza stabilizzarsi verso nessun valore. Altri esempi più sofisticati sono la successione {\displaystyle a_{n}=\sin n}, come molte successioni derivanti da funzioni aritmetiche, come {\displaystyle a_{n}=\sigma (n)}, dove si è usata la funzione sigma.
Esistono anche definizioni alternative di limiti per le successioni indeterminate, ad esempio la convergenza in media. Altri procedimenti di questo genere sono la somma di Hölder di un dato rango, somma di Cesaro di un dato rango).

## Successione di funzioni
Dato un insieme {\displaystyle F} di funzioni tra due insiemi fissati {\displaystyle X} e {\displaystyle Y}, una successione di funzioni è un'applicazione dall'insieme dei numeri naturali in {\displaystyle F}, che associa ad ogni numero naturale {\displaystyle n} una funzione {\displaystyle f_{n}}. La successione è usualmente indicata con uno dei due simboli seguenti:
{\displaystyle \{f_{n}\}_{n\in \mathbb {N} },\qquad (f_{n})_{n\in \mathbb {N} }.}
Il secondo simbolismo è più corretto in quanto evidenzia il fatto che la nozione di successione generalizza quella di ennupla ordinata.
È importante osservare che nella definizione, così come nell'enunciazione di molti teoremi e proprietà, non è necessario supporre che il dominio delle funzioni sia un insieme strutturato. Solo dove richiesto esso sarà da intendersi, a seconda dei casi, uno spazio topologico, metrico, etc.

### Valori in un punto fissato
Fissato un elemento {\displaystyle x_{0}} nel dominio {\displaystyle X}, la successione
{\displaystyle (f_{n}(x_{0}))_{n\in \mathbb {N} }}
dei valori assunti dalle funzioni in {\displaystyle x_{0}} è una successione di elementi del codominio {\displaystyle Y}. Quando {\displaystyle Y} è un insieme numerico, come ad esempio l'insieme dei numeri reali, questa è una successione numerica.

## Approccio intuitivo e problemi teorici
Le successioni non sono semplici insiemi di elementi, in quanto il concetto di insieme non contempla in alcun modo la nozione di ordine né la presenza di elementi ripetuti. Ad esempio, l'insieme dei risultati ottenuti lanciando il dado è composto di soli sei elementi:
{\displaystyle \{1,2,3,4,5,6\}}
e tale rimane anche quando si continui a lanciare il dado indefinitamente, prolungando la successione dei numeri usciti. In matematica la sequenza ordinata di {\displaystyle n} oggetti viene anche definita n-pla ordinata, per cui quella che si è chiamata successione finita può anche essere chiamata {\displaystyle n}-pla ordinata. Si tratta di una terminologia che viene riservata al caso finito, mentre di "successione" si parla solitamente nel caso infinito.
Data una sequenza ordinata di oggetti, allora fra tutti quegli oggetti è possibile individuare un "primo", un "secondo", eccetera. Dunque dato un qualunque numero naturale {\displaystyle n,} esiste una funzione che ad ogni numero naturale {\displaystyle n} associa un certo elemento dell'insieme di tutti gli oggetti che possono comparire (eventualmente ripetuti) nella successione. Dunque ad ogni successione {\displaystyle (a_{1},a_{2},a_{3},\ldots )} di elementi dell'insieme {\displaystyle A} resta associata in modo univoco la funzione che associa l'{\displaystyle n}-esimo termine {\displaystyle a_{n}} a {\displaystyle n}:
{\displaystyle f\colon \mathbb {N} \rightarrow A,\qquad f\colon n\mapsto a_{n}=f(n).}
I termini {\displaystyle a_{n}} sono i valori che la funzione {\displaystyle f} assume al variare di {\displaystyle n,} e appartengono al codominio di {\displaystyle f}. Per altro non si può dire che la successione dei termini sia l'immagine dell'insieme di {\displaystyle \mathbb {N} } tramite {\displaystyle f}, perché l'immagine di un insieme è un altro insieme, e come tale non contiene informazione sull'ordinamento dei suoi elementi, né contiene elementi ripetuti. Dunque se si associa una funzione {\displaystyle f} a una successione, occorre poi definire la disposizione ordinata dei termini della serie: in generale, si tratterà della famiglia associata alla funzione {\displaystyle f}.
Solitamente in matematica il concetto di funzione viene ricondotto a quello di insieme affermando che una funzione da {\displaystyle A} a {\displaystyle B} è un sottoinsieme del prodotto cartesiano {\displaystyle A\times B}. Il prodotto cartesiano {\displaystyle A\times B} è l'insieme delle coppie ordinate costituite da un elemento di {\displaystyle A} e un elemento di {\displaystyle B}, sicché è legittimo dire che la successione:
{\displaystyle (a_{1},a_{2},a_{3},\ldots )}
può essere ricondotta al seguente insieme:
{\displaystyle \{(1,a_{1}),(2,a_{2}),(3,a_{3}),\ldots \}}
il quale è un insieme di coppie ordinate, cioè di successioni finite di due elementi. Se si vuole portare fino in fondo il progetto di ricondurre tutti i concetti fondamentali al concetto primitivo di insieme, resta la necessità di definire una coppia ordinata a partire dal concetto di insieme.

## Generalizzazioni
In alcuni casi viene chiamata successione anche una funzione {\displaystyle \phi } definita su un insieme numerabile {\displaystyle I}. La numerabilità garantisce l'esistenza di una corrispondenza biunivoca {\displaystyle \psi \colon \mathbb {N} \to I,} tra {\displaystyle \mathbb {N} } e {\displaystyle I}, e quindi la funzione composta {\displaystyle \phi (\psi )} è una successione nel senso della definizione precedente.
Possono avere grande interesse anche le funzioni da {\displaystyle \mathbb {Z} } (l'insieme dei numeri interi relativi) in {\displaystyle A}. Questi oggetti vengono indicati con notazioni del tipo:
{\displaystyle \ldots ,a_{-m},\ldots ,a_{-1},a_{0},a_{1},\ldots ,a_{n},\ldots }
e vengono chiamati successioni bilatere.
Si possono poi considerare successioni a 2 indici: queste si possono considerare matrici infinite. Possono essere utili anche successioni a 3 o più indici e si può anche considerare l'insieme delle successioni con un numero intero qualsiasi di indici.

## Esempi
Di seguito alcuni esempi di successioni.
- {\displaystyle \phi (n)=n^{2}}, i cui elementi sono:

{\displaystyle \{\phi (n)\}_{n}=\{0,1,4,9,16,\ldots \},\qquad A=\mathbb {N} .}
- {\displaystyle \phi (n)=i^{n}}, i cui elementi sono:

{\displaystyle \{\phi (n)\}_{n}=\{1,i,-1,-i,\ldots \},\qquad A=\mathbb {C} .}
- {\displaystyle \phi (n)=1/(n-1)}, i cui elementi sono:

{\displaystyle \{\phi (n)\}_{n\geq 2}=\left\{1,{\frac {1}{2}},{\frac {1}{3}},\ldots \right\},\qquad A=\mathbb {Q} .}
- {\displaystyle \phi _{g}(n)=q^{n}}, i cui elementi sono:

{\displaystyle \{\phi _{g}(n)\}_{n}=\{1,q,q^{2},\ldots \},\qquad A=\mathbb {R} .}
- {\displaystyle \phi (n)=\sum _{i=0}^{n}\phi _{g}(n)}, i cui elementi sono:

{\displaystyle \{\phi (n)\}=\{1,1+q,1+q+q^{2},\ldots \},\qquad A=\mathbb {R} .}
Si tratta di un esempio di successione delle somme parziali, in particolare di una somma parziale geometrica.